# Miestai.net
Miestai.net, також відомий як Forumas Miestai, є найбільшим у Литві онлайн-форумом з питань будівництва та міського розвитку. Форум був створений у 2004 році і знаходиться у Вільнюсі.
Сайт складається з дискусій, фотографій та фактичної інформації про різні будівельні проекти та плани, яку додають на форум волонтери. Незважаючи на те, що багато фактів на сайті не перевіряються, новинні організації цитують користувачів форуму і використовують їхні фотографії в новинних статтях. Відомо, що учасники miestai.net пропонують ідеї та пропозиції щодо різних містобудівних проектів в Литві.
Форум також використовується для обговорення різних суспільних питань, включаючи російську агресію. 

## Вплив на литовську мову
VLKK, офіційний орган мовного регулювання литовської мови, використовував приклади з miestai.net при оцінці потенційного включення нових слів до литовської мови.